# Lago Espejo (sjö)
Lago Espejo är en sjö i Argentina.   Den ligger i provinsen Neuquén, i den sydvästra delen av landet, 1 400 km sydväst om huvudstaden Buenos Aires. Lago Espejo ligger 787 meter över havet. Arean är 38 kvadratkilometer. Den sträcker sig 16,9 kilometer i nord-sydlig riktning, och 9,7 kilometer i öst-västlig riktning.
I omgivningarna runt Lago Espejo växer i huvudsak blandskog. Runt Lago Espejo är det mycket glesbefolkat, med 3 invånare per kvadratkilometer.